# RICローズガーデン

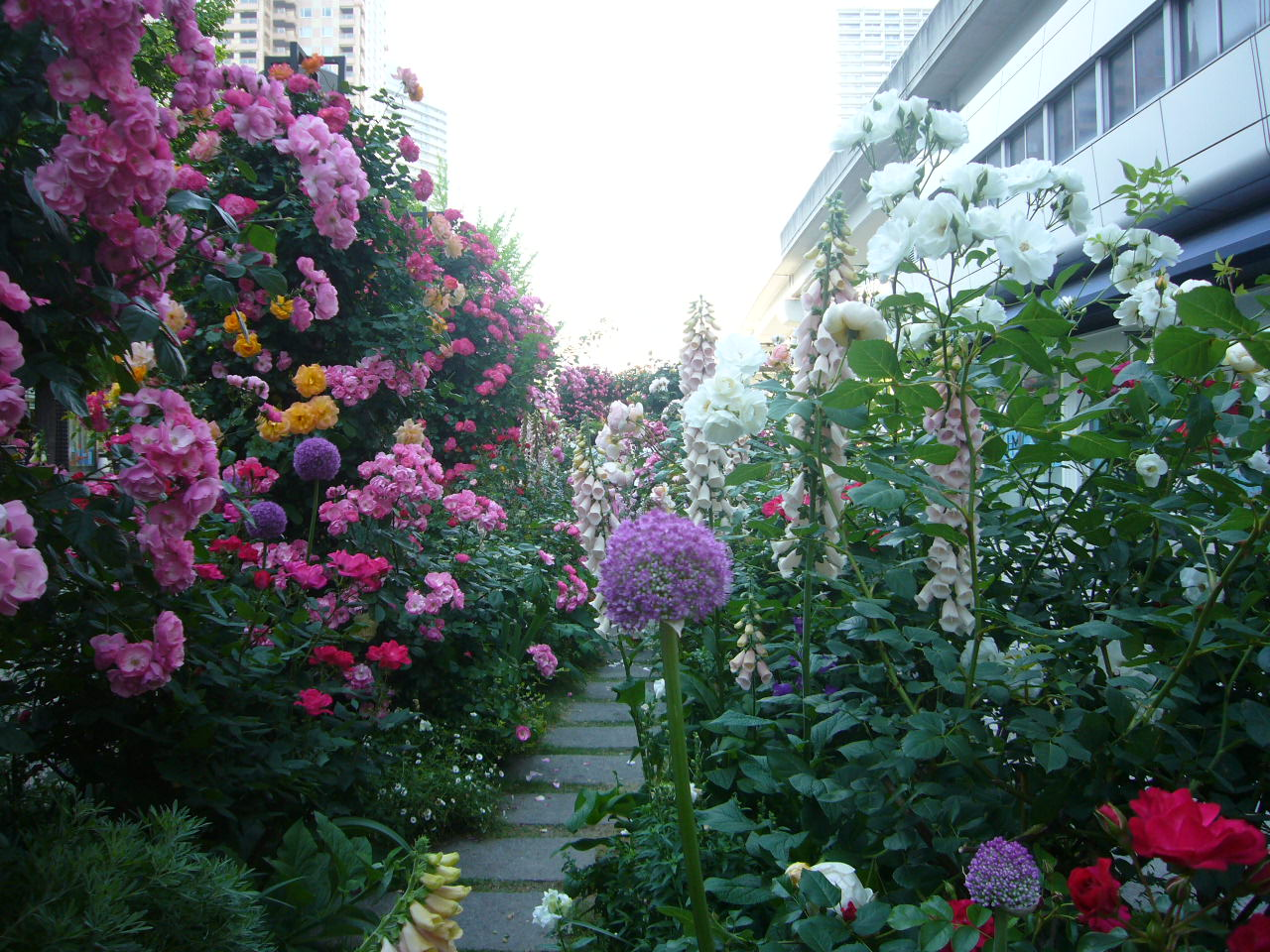
RICローズガーデンのバラ祭りの様子

RICローズガーデン（六甲アイランドバラ園）とは、神戸市東灘区六甲アイランドに位置するバラ園である。

## 概要
RICローズガーデンは六甲ライナーアイランドセンター駅西にある。このバラ園はもともとリバーモール内を流れる水路であったが、老朽化のため埋め立てられた。現在も、橋など当時の名残が残っており、かつて水路だったことがうかがえる。

## 六甲アイランドバラ祭り
RICローズガーデンでは毎年5月になるとバラ祭りが行われる。40種類以上のバラやその他たくさんの花が咲き乱れる。イベント初日にはオープニングセレモニーが行われ、ローズカフェなどもオープンする。

## 周辺施設
- 神戸ファッションマート
- 神戸ファッションプラザ
- シェラトンスクエア
- 神戸ベイシェラトンホテル
- リバーモール